# Desmocerus aureipennis
Desmocerus aureipennis là một loài bọ cánh cứng thuộc phân họ Lepturinae, trong họ Cerambycidae. Loài này phân bố ở Hoa Kỳ và Canada.

## Phân loài
There are four subspecies included in Desmocerus aureipennis species:
- Desmocerus aureipennis aureipennis Chevrolat, 1855
- Desmocerus aureipennis cribripennis Horn, 1881
- Desmocerus aureipennis lacustris Linsley & Chemsak, 1972
- Desmocerus aureipennis piperi Webb, 1905